# Goczki
Goczki (do końca 2015 roku Goczki Polskie)– wieś sołecka w Polsce położona w województwie wielkopolskim, w powiecie konińskim, w gminie Wierzbinek. 
Etymologia nazwy wsi wywodzi się od imienia własnego Goczek. Wedle dokumentów historycznych: w 1418 zapisywana była jako Goczkowi; w 1682 Goczki; w 1839 Goczki Polskie; później w XIX w. wieś była podzielona na Goczki polskie i Goczki niemieckie.
W latach 1975–1998 miejscowość administracyjnie należała do województwa konińskiego. W roku 2009 Goczki Polskie wraz z miejscowościami Kazimierzewo i Władysławowo liczyły 166 mieszkańców, w tym 77 kobiet i 89 mężczyzn.
Na terenie gminy działa Stowarzyszenie na rzecz Rozwoju Sołectw: Goczki, Posada, Zaryń, wpisane do KRS w roku 2008.